# Дагалье, Даниэль
Робер Даниэль Мари Альфред Франсуа Дагалье (фр. Robert Daniel Marie Alfred François Dagallier, р.11 июня 1926) — французский фехтовальщик-шпажист, чемпион мира, призёр Олимпийских игр.

## Биография
Родился в 1926 году в Треву. В 1951 году стал чемпионом мира. В 1952 году принял участие в Олимпийских играх в Хельсинки, но неудачно. В 1953 году стал серебряным призёром чемпионата мира. На чемпионате мира 1954 года завоевал бронзовую медаль. В 1955 году вновь стал серебряным призёром чемпионата мира. В 1956 году принял участие в Олимпийских играх в Мельбурне, где стал обладателем бронзовой медали командного первенства. В 1958 году вновь стал бронзовым призёром чемпионата мира.